# Monfortinho
Monfortinho era una freguesia portuguesa del municipio de Idanha-a-Nova, distrito de Castelo Branco.

## Historia
La freguesia es un asentamiento bastante antiguo y se divide en dos núcleos poblacionales, por un lado está la propia población de Monfortinho y a escasos 2 km, en la frontera con España y a orillas del río Eljas, se hallan las conocidas como Termas de Monfortinho, que basa su economía en la explotación turística de dichas aguas, las cuales, provenientes de la cercana sierra de Penha Garcia, estando recomendadas para problemas hepáticos, biliares, intestinos, piel y el aparato locomotor.
Fue suprimida el 28 de enero de 2013, en aplicación de una resolución de la Asamblea de la República portuguesa promulgada el 16 de enero de 2013 al unirse con la freguesia de Salvaterra do Extremo, formando la nueva freguesia de Monfortinho e Salvaterra do Extremo.